# Scandale aux Champs-Élysées
Pour plus de détails, voir Fiche technique et Distribution.
Scandale aux Champs-Élysées est un film français de Roger Blanc, sorti en 1949.

## Synopsis
Le grand couturier Dominique Airelle est en conflit avec son styliste Thierry à propos de présentation de sa nouvelle collection. Deux jeunes mannequins sont assassinées à quelques jours d'intervalle. La première après une dispute avec Airelle, la seconde après avoir été raccompagnée en voiture par l'un de ses amants. L'enquête est confiée à l'inspecteur Pascaud qui avec son adjoint Vincent va essayer de trouver le coupable, les soupçons se portent d'abord sur Dominique Airelle, lequel vient de disparaître subrepticement de son domicile, sur Étienne, l'homme à tout faire du lieu, sur une mystérieuse « femme au masque » qui exerce dans un cabaret de Pigalle, sur Françoise, l'adjointe d'Airelle et sur Thierry le styliste. L'inspecteur Pascaud ira de fausses pistes en fausses pistes, très mal secondé par son adjoint Vincent qui ne sait pas tenir sa langue. Par ailleurs un début d'idylle semble naître entre Pascaud et Françoise.

## Fiche technique
- Titre : Scandale aux Champs-Élysées
- Réalisation : Roger Blanc, assisté de Henri Lorand, Jean Pollet, Jacques Vilfrid
- Scénario et adaptation : Robert Siegfried
- Dialogues : Robert Beauvais, Jacques Celhay
- Décors : Lucien Aguettand, assisté de Hinckis et Villet
- Photographie : Marcel Weiss
- Opérateur : Gustave Raulet, assisté de Luc Mérot et Gilbert Sarthre
- Son : Raymond Gauguier, assisté de E. Senèze et P. Durand
- Montage : Pierre Delannoy, assisté de Nathalie Petit-Roux et Simone du Bron
- Musique : Paul Durand
  - Chansons : Mademoiselle de Paris et Boléro paroles de Henri Contet, (éditions Continental) - chantées par Jacqueline François avec Paul Durand et son orchestre (disques Polydor)
- Script-girl : Andrée Ruze
- Maquillage : Paul Ralph
- Robes dessinées par Jacques Fath - Corset de reine : création Marie-Rose Le Bigot
- Danses réglées par André Guichot
- Régisseur extérieur : Louis Germain
- Système sonore Son et Lumière, Laboratoire L.T.C Saint-Cloud
- Tournage dans les studios de Boulogne, à Boulogne-Billancourt
- Société de production : Général Productions S.A Films
- Administrateur de production : André Deroual
- Distribution : Lobster
- Pays :  France
- Format : Son mono - Noir et blanc - 35 mm
- Genre : Film policier
- Durée : 95 minutes
- Date de sortie : 
  - France - 22 avril 1949

## Distribution
- Pierre Renoir : Dominique Airelle, le grand couturier
- Françoise Christophe : Françoise de Montfort, l'adjointe de M. Airelle
- Guy Decomble : l'inspecteur-chef Pierre Pascaud
- André Gabriello : L'inspecteur Vincent
- Christiane Barry Jacqueline Faubert, un mannequin de la maison
- Jacques Fath : Thierry, le créateur de la maison
- Annette de Lattre : Lise, un mannequin de la maison
- Anouk Ferjac : Colette, un mannequin, alias: La femme masquée
- José Casa : Le commissaire
- René Alié : Le sud-américain
- Roger Rafal : Le juge d'instruction
- Nicolas Amato : Le maître d'hôtel
- Jean Paredès : Étienne, l'homme à tout faire de la maison
- Marion Tourès : Jenny
- Agnès Laury : Monique
- Jacqueline Cartier : Yvonne
- Colette Régis : Suzanne
- Germaine Stainval : Louise, une standardiste de la P.J
- Palmyre Levasseur : La concierge
- Guy Henry : Un badeau
- François Joux
- H. Roques
- Lucien Blondeau
- Paul Forget
- Jacqueline Huet
- Janine Marsay
- Lise Bourdin
- Maggy Saragne
- Janine Miller
- Violette Salvat
- Gisèle François
- Constance Thierry
- Simone Delamare
- Joëlle Robin
- Françoise Morens